# Воронежское водохранилище
Воро́нежское водохрани́лище — водохранилище на реке Воронеж на территории Воронежской области России. Целиком расположено в городском округе Воронеж и является одним из крупнейших в мире водохранилищ, целиком расположенных в городской черте. Исходные (проектные) параметры водохранилища были таковы: площадь 70 км², объём 0,204 км³, длина 35 км, средняя ширина 2 км, средняя глубина 2,9 м, высота над уровнем моря — 93,0 м. В настоящее время водохранилище изменило свои размеры: площадь 59,9 км², объём 0,1993 км³, средняя ширина 1,7 км, средняя глубина 3,3 м, максимальная глубина 19,4 м. Образовано в 1971—1972 годах плотиной в целях промышленного водоснабжения города. В разговорной речи воронежцев иногда называется морем или Воронежским морем. В настоящее время сильно загрязнено. Ведутся работы по увеличению средней глубины водоёма с целью его очистки. На берегах водохранилища расположен город Воронеж.

## История

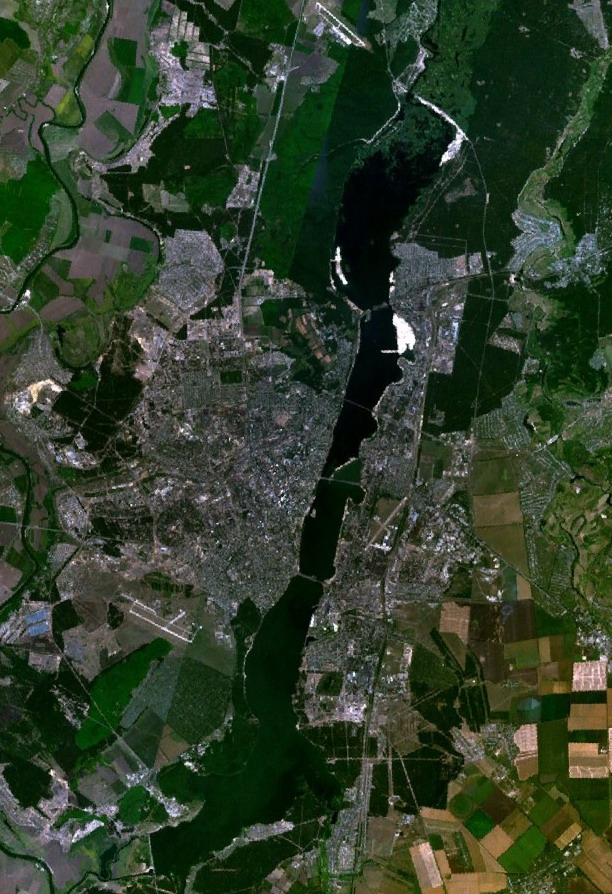

Раньше на месте водохранилища была река Воронеж, на берегах которой в 1695 году и началось строительство кораблей Петром I. В результате работ массивы лесов на берегах были вырублены, что привело к сильному обмелению реки. Чтобы спасти водоём от пересыхания, по проекту английского инженера Пери были построены шлюзовые системы. Вода в реке поднималась до 15 футов. А для безопасности судоходства в 1703 при впадении артерии возвели первую на реке Воронеж деревянную плотину и створчатый шлюз.
Деревянная плотина просуществовала до 1931 года, но в упадок пришла намного раньше. Её территория стала рассадником инфекций и малярийных комаров, пойма реки превратилась в болото. Кроме того, В 30-е годы Воронеж становился городом с большим количеством промышленных предприятий. Потребности города в воде резко возросли. Вследствие этого 14 августа 1937 года ЦК ВКП(б) и СНК СССР приняли Постановление «Об оздоровлении реки Воронеж и её поймы». Рассматривались два варианта: затопление и осушение. Предпочтение отдали затоплению: в 1940-е гг. планировали создать водохранилище в 10 километрах от Воронежа и укрепить валами берега. Но в 1941 году началась война. Воронеж был серьёзно разрушен, восстановление города продолжалось около 15 лет, и только в 1967 году вернулись к этой идее. Работы по созданию водохранилища проводились в сжатые сроки, с опережением, в результате чего вместо 15 лет, отведённых на создание водоёма, уложились в 3 года. Но из-за спешного строительства не удалось должным образом подготовить дно водохранилища и углубить его (средняя глубина составила всего 2-3 метра), не были построены очистные сооружения предприятий. Все это, по мнению экологов, стало в будущем причиной серьёзного загрязнения воды.
9 августа 1971 года была осуществлена решающая операция: строители перекрыли русло реки Воронеж. 31 марта 1972 года началось заполнение Воронежского водохранилища. Через 4 дня, 3 апреля 1972 года, комплекс технических сооружений Воронежского гидроузла, включая плотину и судоходный шлюз, вступил в эксплуатацию. К лету 1972 года уровень воды установился на современном уровне.
Проект решал и транспортную задачу — создавал водный путь из Дона через реку Воронеж в Липецк. В 1982 году экскурсии перевезли более 200 тысяч пассажиров. Сегодня этот маршрут не действует. Также с 70-х годов на водохранилище вёлся промысел рыбы — к 1990 году улов достиг 10 тонн.
В 1975 году велись работы по благоустройству набережных Воронежского водохранилища. Были открыты парки «Алые паруса» и «Дельфин» на левом берегу. На пляже у парка «Алые паруса» возведен декоративный маяк.
В 1977 году началось строительство Северного моста через водохранилище. 5 декабря 1985 г. он был открыт.
В начале 90-х санитарные службы объявили, что водоём не соответствует принятым нормам, поэтому купания в водохранилище стали менее массовыми и рыбная ловля на его территории осталась только спортивным увлечением. Власти производили чистку, но она была недостаточно глубокой, чтобы изменить ситуацию к лучшему. Сегодня промышленность города требует в три раза меньше воды, чем в 70-е, а на орошение уходит всего 1,39 млн кубометра воды в год — 2,6 % общего водопотребления. За 40 лет площадь водохранилища уменьшилась, с каждым годом расширяются мели.
До начала 2000-х гг. около дамбы Чернавского моста работали 2 аэрационных фонтана, которые выполняли роль насыщения кислородом воды в застойных углах водоема и охлаждали воду. В мае 2010 г. примерно в том же месте, около парка «Алые паруса» планировалось построить грандиозный фонтан с высотой струи до 175 метров, но этот проект так и остался на бумаге.
С 1991 по 1996 гг. на левом берегу возле железнодорожного моста (ул. Артамонова-Одинцова) проводились работы по намыву берега — был создан песчаный пляж длиной 2 километра и шириной 300—800 метров, а также песчаная коса. Примерно в это же время намывались участки берега в Отрожке севернее железнодорожного моста, началось создание острова для ВПС-4. В 2004 году был намыт пляж у санатория им. Горького.
7 сентября 1996 г. была торжественно открыта Адмиралтейская площадь на правом берегу водохранилища. На её месте строились первые корабли Российского флота.
В 2005 году появился проект массового намыва берегов и островов, что по мнению его разработчиков, должно углубить водохранилище до 8-10 метров и ускорить течение, при резком уменьшении площади водного зеркала. Это позволит очистить воду и предотвратить экологическую катастрофу. На намытых площадях будут построены дороги и жилые кварталы, что принесло бы городу дополнительную выгоду. Активно поддержал этот проект главный архитектор области Леонид Яновский и мэр Борис Скрынников. Однако ряд экологов считают такой проект сомнительным, к тому же на его реализацию требуется много денег и несколько десятилетий. Однако в генплане Воронежа 2008 г. в водохранилище все же предполагается намыть несколько участков к 2020 году.
С 2007 по 2009 гг. по инициативе мэра Б. Скрынникова был намыт участок суши у Вогрэсовской дамбы на правом берегу (Петровская набережная), шириной до 300 метров. На нём планировалось создать развлекательный комплекс, торговые центры, аквапарк, но эти проекты остались нереализованными. На улице Артамонова с 2009 г. ДСК ведет строительство жилого комплекса.
В ноябре 2008 г. ВОГРЭСовский мост был признан аварийным.
В октябре 2009 г. закончилась 15-летняя реконструкция Чернавского моста.
В 2001—2009 гг. построен ЖК «Белые паруса», который стал одним из самых примечательных объектов на левом берегу водохранилища. Жилой комплекс представляет собой три жилых дома, выполненных в едином архитектурном стиле и по виду напоминающие паруса. В конце 2010 г. завершено строительство другого примечательного ЖК на побережье «Ольховый». С сентября 2011 г. также на левом берегу, строится 17-25-этажный жилой комплекс «Дельфин», состоящий из 11 домов.
В июле 2014 года на водохранилище открылся корабль-музей «Гото Предестинация».

## Гидроузел
Длина напорного фронта водохранилища — 1420 метров.
Гидроузел состоит из каменных
- плотины длиной 1100 и шириной 10 метров,
- водосброса длиной 207 метров,
- однокамерного шлюза,
- проложенного над входом в шлюз моста длиной 112, шириной 10 и высотой 10 метров.

Водосброс осуществляется с высоты 8,5 метров. По гребню плотины организовано автомобильное движение.

## Фауна
В самоочищении водоёма велика роль рачков Daphnia и Chydorus spharicus, а также личинок комаров-хирономид (особенно вида Chironomus plumosus) и двустворчатых моллюсков. В весенне-летнее время участки мели на водохранилище хорошо прогреваются и становятся местом для размножения комаров, что влияет на городскую популяцию этих насекомых. В Воронежском водохранилище водятся такие рыбы как: лещ, окунь, плотва, сазан, судак и др.
До зарегулирования реки Воронеж её фауна была представлена 41 видом рыб и круглоротых. На водохранилище были обнаружены ряпушка, пелядь, толстолобик и белый амур, попавшие при его зарыблении или самостоятельно мигрировавшие из зарыбленных водоемов бассейнов рек Воронеж и Дон. В первом десятилетии (1972—1981) было обнаружено 37 видов рыб (в уловах отсутствовали стерлядь, вырезуб, белоперый пескарь, гольян, бычок, бычок-цуцик и подкаменщик), во втором (1982—1991) — 25 (не встречены украинская минога, елец, елец Данилевского, голавль, подуст, шемая, синец, сопа, рыбец, переднеазиатская шиповка, бирючок). В 1992—1997 было также отмечено 25 видов — отсутствовала чехонь, но появились два вида ельцов, переднеазиатская шиповка и бычок-цуцик. В 1998 году акклиматизирован веслонос. Ежегодно проводится запуск мальков (порядка 20 тыс. штук) толстолобика и белого амура. В последние годы отмечается увеличение доли видов реофильного комплекса, что говорит о некотором улучшении состояния вод водохранилища. Всего в Воронежском водохранилище зафиксировано 44 вида рыб. В верховьях водохранилища обнаружено на гнездовании 43 вида птиц водно-болотного комплекса. Воронежское водохранилище — важная «станция» на путях пролёта водоплавающих птиц, в том числе, занесенных в Красную книгу Российской Федерации, в частности белощёкой казарки, скопа.
До создания водохранилища в пойме реки Воронеж установлено пребывание 87 видов птиц или 32,3 % от числа зарегистрированных на тот период в области. Возникновение Воронежского водохранилища внесло существенные изменения в состав, численность и размещение птиц в пойме. Произошло увеличение числа видов птиц до 102 в 1972, 122 в 1973 и 135 в 1974. Уже через два года после возникновения водохранилища, видовой состав птиц этой территории включал 50,2 % от всех видов, зарегистрированных в области. В настоящее время это соотношение несколько снизилось (до 41,9 %) за счет появления новых видов в регионе.

## Экология
По химическому составу вода водохранилища относится к гидрокарбонатному кальциево-магниевому типу. Минерализация воды на разных участках неодинаковая и колеблется от 0,14 до 0,72 г/л; в отдельные годы она достигала 0,9 г/л
За период существования водохранилища процессы формирования сообществ водных организмов можно считать завершенным. Эти сообщества отличаются высоким уровнем биологического разнообразия и сравнительной устойчивостью. Индексы сапробности характеризуют водохранилище слабозагрязненным. В водохранилище в настоящее время насчитывается более трёхсот видов водорослей, 67 видов высших растений, около 200 видов зоопланктона и более 170 видов зообентоса.
Биомасса фитопланктона естественно колеблется не только в вегетационный период, но и по годам, достигая максимума в годы интенсивного «цветения» воды. Её показатели были от 0,09 до 15,2 г/м³, а среднее разовое значение достигало 14 — 815 т
Численность и биомасса зоопланктона составили соответственно 44,2 — 179,2 тыс. экз/м³ и 0,67 — 3,12 г/м³
Зообентос водохранилища характеризуется высокой численностью и биомассой, составляя соответственно 1066—2633 экз/м² и 14,1 — 430,7 г/м². По запасам естественных кормов Воронежское водохранилище на уровне некоторых крупных равнинных водохранилищ и даже превосходит их: запасы неиспользованных рыбами кормов составляют 2127 — 7307 кг/га
Расчеты рыбопродуктивности по кормовой базе рыб показали, что Воронежское водохранилище имеет большие потенциальные возможности для создания на его базе хорошего рыбного хозяйства
Общим результатом развития растительного покрова Воронежского водохранилища в условиях урбанизированного ландшафта и высокой степени антропогенного воздействия на водосборную поверхность является ускорение темпов зарастания мелководных участков, в среднем в 2 — 2,5 раза по сравнению с аналогичными водоемами, и быстрый переход его верховьев к этапу затухания функционирования водной экосистемы и формирования исходных растительных сообществ. Современное состояние растительного покрова Воронежского водохранилища в целом можно оценить с биологической точки зрения как относительно устойчивую стадию развития, сформировавшуюся в условиях урбанизированного ландшафта при определённом характере эксплуатации водоема
Воды Воронежского водохранилища загрязнены. Согласно результатам исследований, проведённых Управлением Роспотребнадзора по Воронежской области с 5 по 7 августа 2008 года, общее количество колиформных бактерий в воде у пляжа «Дельфин» превышали нормы в 4,8 раза; у пляжа СХИ — в 48 раз. В воде водохранилища у пляжа «Дельфин» были найдены цисты лямблий. Тем не менее относится к водоему I категории — рыбохозяйственный водоем.

## Острова

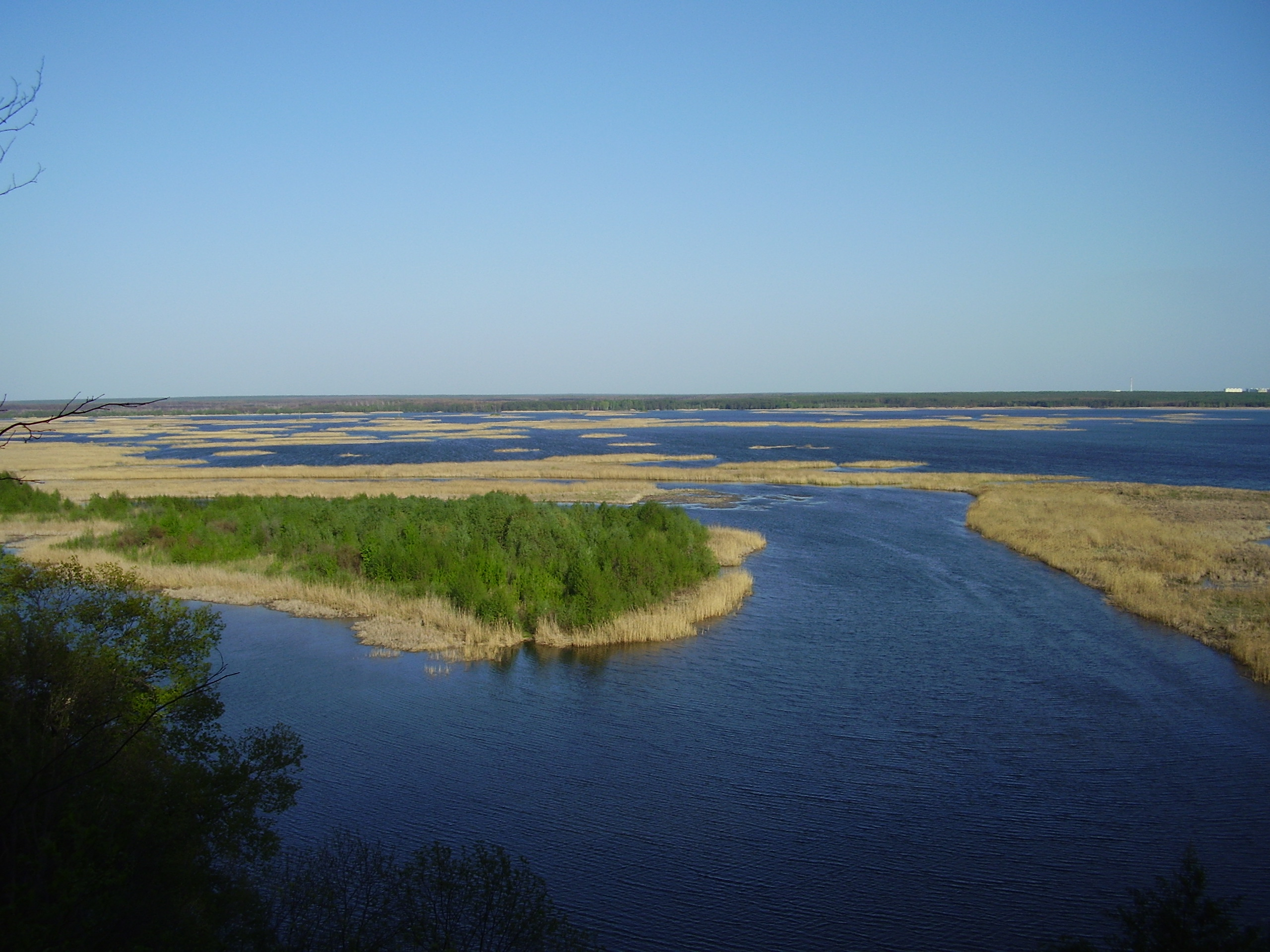
Островки на водохранилище у Воронежа

В акватории водохранилища находится около десяти небольших необитаемых островов и групп. В основном эти острова являются бывшими возвышенностями, которые остались выше уровня водохранилища и после затопления поймы реки.
| Название                         | Площадь, га | Координаты                      |
| -------------------------------- | ----------- | ------------------------------- |
| Багратионовские острова          |             | 51°47′12″ с. ш. 39°16′11″ в. д. |
| Остров Любви                     |             | 51°44′39″ с. ш. 39°14′52″ в. д. |
| Остров Максима Горького          |             | 51°44′09″ с. ш. 39°14′06″ в. д. |
| Масловские острова               |             | 51°33′44″ с. ш. 39°13′40″ в. д. |
| Отрожский (Муравьиный) остров    |             | 51°43′25″ с. ш. 39°15′08″ в. д. |
| Песчаный остров                  | 11          | 51°46′47″ с. ш. 39°15′22″ в. д. |
| Петровский остров                | 3,6         | 51°39′22″ с. ш. 39°13′08″ в. д. |
| Придаченская дамба               |             | 51°40′20″ с. ш. 39°14′05″ в. д. |
| Рыбачий остров                   |             | 51°45′08″ с. ш. 39°13′55″ в. д. |
| Тавровские (Берёзовские) острова |             | 51°34′09″ с. ш. 39°12′51″ в. д. |
| Яковлевский остров               |             | 51°32′37″ с. ш. 39°09′44″ в. д. |

## Решение существующих проблем водоема
С 2012 года департаментом природных ресурсов и экологии Воронежской области уделяется значительное внимание Воронежскому водохранилищу.
21 ноября 2012 года в городе Воронеже состоялась Всероссийская научно-практическая конференция «Приоритетные направления экологической реабилитации Воронежского водохранилища». По её итогам было предложено провести конкурс на разработку проекта концепции экологической реабилитации Воронежского водохранилища — с целью комплексного и системного решения существующих проблем.
В августе 2013 года завершен первый этап комплексного подводно-технического обследования состояния Воронежского водохранилища с целью получения достоверных данных о его морфологических, батиметрических, геодезических характеристиках, выявления источников поступления загрязняющих веществ в водоем и определения местоположения подводных трубопроводов и других объектов, на участке между Чернавским и ВОГРЕСовским мостами.
В октябре 2013 года завершен второй этап комплексного подводно-технического обследования состояния Воронежского водохранилища на участке между Чернавским и Северным мостами.
В декабре 2013 года начались работы по комплексному подводно-техническому обследованию состояния Воронежского водохранилища на участке между Северным мостом и верховьем водохранилища у села Чертовицкое.
В декабре 2013 года определена компания, которая займется организацией и проведением конкурса — ООО «Проект Медиа», имеющая опыт проведения крупных международных архитектурных конкурсов. Куратором международного конкурса на разработку концепции реновации Воронежского водохранилища станет Барт Голдхоорн — архитектор, архитектурный критик, основатель и издатель ведущего российского профессионального издания «ПРОЕКТ Россия», один из основателей и куратор Московской биеннале архитектуры, конкурса «Премия Авангард» для российских молодых архитекторов, куратор выставки «Арх Москва».